# George Antheil
George Carl Johann Antheil (Trenton, Nova Jersey, 8 de juliol de 1900 - Nova York, 12 de febrer de 1959) va ser un pianista i compositor estatunidenc.

## Joventut
Fill de William i Wilhelmine Antheil, propietaris d'una petita botiga de calçat, va començar a estudiar composició als 16 anys amb Constantin von Sternberg, un alumne de Liszt, i després amb Ernest Bloch, abans que la seua falta de recursos l'obligara a buscar l'any 1921, un mecenes a Filadèlfia. Una vegada sota la protecció de l'esposa d'Edward Bok, que l'any 1924 havia fundat el Curtis Institute of Music, Antheil va preparar una gira per Europa com a pianista i compositor. Fa part del moviment artístic del Novembergruppe.

## Trasllat a París
L'any 1923 es va establir a París on va conèixer, entre d'altres, James Joyce, Ezra Pound, Ernest Hemingway, Man Ray, Fernand Léger, Satie, Picasso… El 4 d'octubre de 1924, va presentar la seua música, que pot enquadrar-se en l'avantguarda musical dels anys 1920 davant del públic parisenc, aconseguint una reputació d'enfant terrible.
Se'l pot considerar integrant del moviment dada. En aquesta línia 1926 va crear l'obra més important, i també la més provocadora de la seua carrera: Ballet mecànic. L'obra destaca per la seua orquestració de pianos, percussions, timbres elèctrics i hèlices d'avió. A més, aquest ballet representa el zenit de l'interès d'Antheil pel futurisme.
Tanmateix, ben aviat va reorientar els seus interessos vers el neoclassicisme: Concert per a piano, obra de 1927. Aquest mateix any, el fracàs del seu muntatge de la versió nord-americana del Ballet mecànic va esgotar els seus recursos financers i el va desequilibrar emocionalment. Aquest fracàs va afectar la seua reputació als Estats Units, que es va veure afectada fins a 1940.

## Tornada als Estats Units
Va patentar junt amb l'actriu Hedy Lamarr una versió inicial d'un sistema de comunicacions en salt en freqüència. A pesar de l'entusiàstica acollida de la seva òpera Transatlantic a l'Òpera de Frankfurt l'any 1930, la crisi monetària internacional el va obligar a tornar als Estats Units, on es va associar a artistes populistes, i va compondre obres per al teatre i el cine a Nova York. Per a sobreviure, també es va veure obligat a treballar de periodista i fins i tot de corresponsal durant la Segona Guerra Mundial.
Es va establir a Hollywood, vivint un renaixement creatiu, i component la seua obra més coneguda, la Quarta Simfonia, l'any 1942.

## Últimes composicions
Llavors va aconseguir conciliar el seu treball com a compositor amb la música de pel·lícules, activitat que li proporcionava més diners. Va compondre bandes sonores de diferents pel·lícules, com ara The Spectre of the Rose (1946), Homes oblidats (1953) o The Pride and the Passion (1957). En l'àmbit de la música seriosa va compondre la Sonatina per a violí i piano (1945), Concert per a violí (1946), la Cinquena Simfonia i la Sisena Simfonia (1947-1948) (aquesta última inspirada en el famós quadre d'Eugène Delacroix La llibertat guiant el poble i en la que s'aprecia la influència de Serguei Prokófiev), Sonata núm.4 per a violí (1948), la Sonata per a piano núm. 3 i Sonata per a piano núm. 4 (1947-1948) i Tom Sawyer (1949).